# Jason Dungjen
Jason A. Dungjen (* 28. September 1967 in Detroit) ist ein US-amerikanischer Eiskunstlauftrainer und ehemaliger Eiskunstläufer, der im Paarlauf startete.
Als Eiskunstläufer verbuchte Jason Dungjen 1984 seinen ersten internationalen Erfolg, als er mit Susan Dungjen Zweiter der Juniorenweltmeisterschaft wurde.
Bis 1998 lief er mit Kyoko Ina, mit der er vier Mal an Weltmeisterschaften und zweimal an Olympischen Winterspielen teilnahm.
Dungjen ist mit der ehemaligen japanischen Einzelläuferin Yuka Satō verheiratet, der Weltmeisterin des Jahres 1994. Als Trainer betreute er das Paar Stefania Berton / Ondřej Hotárek (Italien) sowie (gemeinsam mit seiner Ehefrau) die Einzelläuferinnen Alissa Czisny (USA) und Valentina Marchei (Italien).

## Ergebnisse (Auswahl)
Falls nichts anderes angegeben: mit Kyoko Ina
| Wettbewerb/Saison                | 1983/84 | 1984/85 | ... | 1992/93 | 1993/94 | 1994/95 | 1995/96 | 1996/97 | 1997/98 |
| -------------------------------- | ------- | ------- | --- | ------- | ------- | ------- | ------- | ------- | ------- |
| Olympische Winterspiele          | -       |         |     |         | 9.      |         |         |         | 4.      |
| Weltmeisterschaften              | -       | -       |     | -       | 12.     | 8.      | 6.      | 4.      | -       |
| Juniorenweltmeisterschaften      | 2.*     |         |     |         |         |         |         |         |         |
| US-amerikanische Meisterschaften |         | 4.*     |     |         | 2.      | 2.      | 2.      | 1.      | 1.      |
| Grand Prix-Wettbewerbe           |         |         |     |         |         |         |         |         |         |
| Skate America                    |         |         |     |         |         |         |         |         | 2.      |
| Skate Canada                     |         |         |     |         |         |         |         | 3.      |         |
| NHK Trophy                       |         |         |     |         |         |         |         | 3.      |         |
| Sparkassen Cup                   |         |         |     | 2.      | 3.      |         |         | 3.      |         |

-* mit Susan Dungjen